# Heinkel P.1065
O Heinkel P.1065 foi um projecto da Heinkel para desenvolver um avião multiúso capaz de desempenhar missões como interceptor, caça noturno e bombardeiro leve. Seria alimentado por dois motores a pistão.